# Serie A2 1999-2000 (calcio a 5)
Il campionato di Serie A2 1999-2000 è stato la 2ª edizione della categoria. La stagione regolare si è svolta tra il 9 ottobre 1999 e il 15 aprile 2000, prolungandosi fino al 10 maggio con la disputa delle partite di spareggio.

## Partecipanti
Preso atto del ripescaggio in Serie A del Cagliari, della rinuncia del Firenze (ripartito dalla Serie C2 regionale) e della fusione tra Pro Ficuzza e Città di Palermo, il Consiglio Direttivo della Divisione Calcio a 5 ha provveduto al ripescaggio di Bologna, Stabiamalfi (sconfitte nei play-out di Serie A2 da IGP Pisa e Pro Ficuzza) e Giampaoli Ancona (finalista dei play-off di Serie B) a completamento d'organico. La regione più presente in questa edizione è la Campania con quattro formazioni, seguita da Lazio e Sicilia (dove va in scena il derby palermitano tra Atletico Palermo e Pianeta Verde) con tre società ciascuna. Abruzzo, Marche, Toscana e Valle d'Aosta sono rappresentate da due società a testa, mentre Emilia-Romagna, Friuli-Venezia Giulia, Piemonte, Sardegna, Umbria e Veneto da una sola.

## Girone A

### Classifica
|                                           | Pos. | Squadra                | Pt | G  | V  | N | P  | GF  | GS  | DR  |
| ----------------------------------------- | ---- | ---------------------- | -- | -- | -- | - | -- | --- | --- | --- |
| Vincitrice della Coppa Italia di Serie A2 | 1.   | Cotrade Torino         | 53 | 22 | 17 | 2 | 3  | 116 | 73  | +43 |
|                                           | 2.   | CLT Terni              | 49 | 22 | 16 | 1 | 5  | 119 | 75  | +44 |
|                                           | 3.   | CUS Chieti             | 49 | 22 | 15 | 4 | 3  | 107 | 71  | +36 |
|                                           | 4.   | Polisportiva Giampaoli | 35 | 22 | 10 | 5 | 7  | 108 | 101 | +7  |
|                                           | 5.   | Arzignano              | 34 | 22 | 11 | 1 | 10 | 133 | 122 | +11 |
|                                           | 6.   | Aymavilles             | 31 | 22 | 9  | 4 | 9  | 106 | 112 | -6  |
|                                           | 7.   | Aosta                  | 31 | 22 | 8  | 7 | 7  | 81  | 89  | -8  |
|                                           | 8.   | Palmanova              | 29 | 22 | 9  | 2 | 11 | 88  | 106 | -18 |
|                                           | 9.   | IGP Pisa               | 23 | 22 | 6  | 5 | 11 | 98  | 118 | -20 |
|                                           | 10.  | Ascoli                 | 20 | 22 | 6  | 2 | 14 | 87  | 98  | -11 |
|                                           | 11.  | Bologna                | 14 | 22 | 4  | 2 | 16 | 80  | 108 | -28 |
|                                           | 12.  | San Miniato            | 10 | 22 | 3  | 1 | 18 | 50  | 100 | -50 |

### Verdetti
- Cotrade Torino promossa in Serie A 2000-01 e qualificata al 1º turno dei play-off scudetto.
- Bologna e San Miniato retrocessi in Serie B 2000-01.
- Ascoli non iscritto al campionato di Serie B 2000-01.
- IGP Calcetto Pisa retrocesso in Serie B dopo i play-out ma successivamente ripescato.

## Girone B

### Classifica
|  | Pos. | Squadra          | Pt | G  | V  | N | P  | GF  | GS  | DR  |
|  | ---- | ---------------- | -- | -- | -- | - | -- | --- | --- | --- |
|  | 1.   | Bellona          | 46 | 22 | 14 | 4 | 4  | 108 | 69  | +39 |
|  | 2.   | Ercole Caserta   | 44 | 22 | 13 | 5 | 4  | 79  | 53  | +26 |
|  | 3.   | Avezzano         | 39 | 22 | 12 | 3 | 7  | 93  | 75  | +18 |
|  | 4.   | Vesuvio Napoli   | 35 | 22 | 9  | 8 | 5  | 99  | 94  | +5  |
|  | 5.   | Stabiamalfi      | 34 | 22 | 9  | 7 | 6  | 97  | 92  | +5  |
|  | 6.   | Ciampino         | 33 | 22 | 9  | 6 | 7  | 88  | 74  | +14 |
|  | 7.   | Pomezia          | 28 | 22 | 8  | 4 | 10 | 83  | 91  | -8  |
|  | 8.   | Atletico Palermo | 27 | 22 | 8  | 3 | 11 | 78  | 82  | -4  |
|  | 9.   | Pianeta Verde    | 22 | 22 | 5  | 7 | 10 | 76  | 101 | -25 |
|  | 10.  | Delfino Cagliari | 22 | 22 | 6  | 4 | 12 | 65  | 77  | -12 |
|  | 11.  | Lazio Calcetto   | 20 | 22 | 5  | 5 | 12 | 81  | 100 | -19 |
|  | 12.  | Ares Siracusa    | 16 | 22 | 4  | 4 | 14 | 58  | 97  | -39 |

### Verdetti
- Bellona promosso in Serie A 2000-01 e qualificata al 1º turno dei play-off scudetto; Stabiamalfi promosso in Serie A dopo i play-off.
- Ares Siracusa e Lazio Calcetto retrocesse in Serie B 2000-01.
- Vesuvio Napoli cede il titolo sportivo al Città di Aversa C5.
- Delfino Cagliari retrocessa in Serie B dopo i play-out ma successivamente ripescata.

## Play-off

### Formula
Si qualificano al turno successivo le squadre che, al termine delle due gare, avranno ottenuto il maggior punteggio o, a parità di punteggio, quelle che avranno realizzato il maggior numero di reti. In caso di ulteriore parità saranno disputati due tempi supplementari da 5' ciascuno, al termine dei quali, se perdurasse ancora la parità, sarà ritenuta vincente la squadra con la migliore posizione in classifica al termine della regular season. Le vincenti dei play-off si scontreranno con l'undicesima e la dodicesima classificata in Serie A per disputarsi la partecipazione al massimo campionato nazionale.

### Girone A
|  | Semifinali | Semifinali             | Semifinali | Semifinali | Semifinali |  |  | Finale     | Finale     | Finale | Finale | Finale |  |
|  |            |                        |            |            |            |  |  |            |            |        |        |        |  |
|  | 4          | Polisportiva Giampaoli | 5          | 3          | 8          |  |  |            |            |        |        |        |  |
|  | 2          | CLT Terni              | 3          | 6          | 9          |  |  | CLT Terni  | CLT Terni  | 4      | 5      | 9      |  |
|  | 5          | Arzignano              | 4          | 1          | 5          |  |  | CUS Chieti | CUS Chieti | 2      | 6      | 8      |  |
|  | 3          | CUS Chieti             | 5          | 7          | 12         |  |  |            |            |        |        |        |  |

### Girone B
|  | Semifinali | Semifinali     | Semifinali | Semifinali | Semifinali |  |  | Finale      | Finale      | Finale | Finale | Finale |  |
|  |            |                |            |            |            |  |  |             |             |        |        |        |  |
|  | 5          | Stabiamalfi    | 3          | 1          | 4          |  |  |             |             |        |        |        |  |
|  | 2          | Ercole Caserta | 1          | 2          | 3          |  |  | Stabiamalfi | Stabiamalfi | 8      | 6      | 14     |  |
|  | 4          | Vesuvio Napoli | 6          | 2          | 8          |  |  | Avezzano    | Avezzano    | 1      | 4      | 5      |  |
|  | 3          | Avezzano       | 3          | 6          | 9          |  |  |             |             |        |        |        |  |

## Play-out
|                  | Risultati |                  | Data           | Luogo         |  |
| ---------------- | --------- | ---------------- | -------------- | ------------- |  |
| Ascoli           | 9-5       | IGP Pisa         | 29 aprile 2000 | Ascoli Piceno |  |
| Delfino Cagliari | 1-3       | Pianeta Verde    | 29 aprile 2000 | Cagliari      |  |
| IGP Pisa         | 7-10      | Ascoli           | 6 maggio 2000  | Pisa          |  |
| Pianeta Verde    | 8-2       | Delfino Cagliari | 6 maggio 2000  | Palermo       |  |